# Le Roi cerf (film)
Pour les articles homonymes, voir Le Roi Cerf.
Pour plus de détails, voir Fiche technique et Distribution.
Le Roi cerf (鹿の王 ユナと約束の旅, Shika no ō: Yuna to yakusoku no tabi) est un film d'animation japonais réalisé par Masashi Andō et Masayuki Miyaji (ja) et sorti en 2021. Il est adapté de la série de romans homonyme 鹿の王 (Shika no ō) écrite en 2014 par la Japonaise Nahoko Uehashi.

## Synopsis
Van, valeureux guerrier du clan des Rameaux solitaires, est le seul rescapé d'une attaque de loups enragés dans une mine de sel. Il se prend d'affection pour une fillette, Yuna, elle aussi survivante de l'attaque. Hohsalle, médecin prodige de l'empire de Zol, est chargé de les traquer.

## Fiche technique
- Titre : Le Roi cerf[1]
- Titre original : 鹿の王 ユナと約束の旅 (Shika no ō: Yuna to yakusoku no tabi?)
- Réalisation : Masashi Andō et Masayuki Miyaji (ja)
- Scénario : Taku Kishimoto (en), d'après un roman de Nahoko Uehashi
- Musique : Harumi Fūki
- Production : Production I.G
- Pays de production : Japon
- Langue originale : japonais
- Genre : animation, aventure et fantasy
- Durée : 113 minutes
- Dates de sortie :
  - Japon : 4 février 2022[2]
  - France : 14 juin 2021 (Festival international du film d'animation d'Annecy)[3] - 4 mai 2022 (sortie en salles)[4]

## Distribution
- Shin'ichi Tsutsumi (ja) : Van
- Ryōma Takeuchi (ja) : Hohsalle
- Anne : Sae
- Hisui Kimura (ja) : Yuna